# Saint-Martin-du-Bois, Maine-et-Loire
Saint-Martin-du-Bois là một xã thuộc tỉnh Maine-et-Loire trong vùng Pays de la Loire phía tây nước Pháp. Xã này nằm ở khu vực có độ cao trung bình 62 mét trên mực nước biển.
Sông Oudon tạo thành ranh giới phía nam thị trấn.